# 特羅斯季亞涅齊 (大米海利夫卡區)
47°2′2″N 29°47′14″E / 47.03389°N 29.78722°E
特羅斯佳內齊（烏克蘭語：Тростянець）是位於烏克蘭西南部的村莊，由敖德萨州羅茲季利納區的大普洛斯凱市鎮負責管轄。該村始建於1921年，面積0.52平方公里，海拔高度175米，2001年人口341，人口密度每平方公里655.77人。